# سلطان الحارثي
سلطان الحارثي لاعب كرة قدم سعودي ، يلعب في خط الهجوم.
لعب سابقاً لأندية الرياض و سدوس و الوشم و نجد و السلمية و الحجاز.